# Ivan Katalinić
Ivan Katalinić (17 de maig de 1951) és un exfutbolista croat de la dècada de 1970 i entrenador.
Fou 13 cops internacional amb la selecció iugoslava. Pel que fa a clubs, defensà els colors de Hajduk Split i Southampton.

## Palmarès
Hajduk Split (jugador)
- Lliga iugoslava de futbol: 1970-71, 1973-74, 1974-75, 1978-79
- Copa iugoslava de futbol: 1972, 1973, 1974, 1976, 1977

Hajduk Split (entrenador)
- Lliga croata de futbol (2): 1993-94, 1994-95
- Copa croata de futbol (2): 1992-93, 1994-95
- Supercopa croata de futbol (3): 1993, 1994, 2004